# Volvo 7700

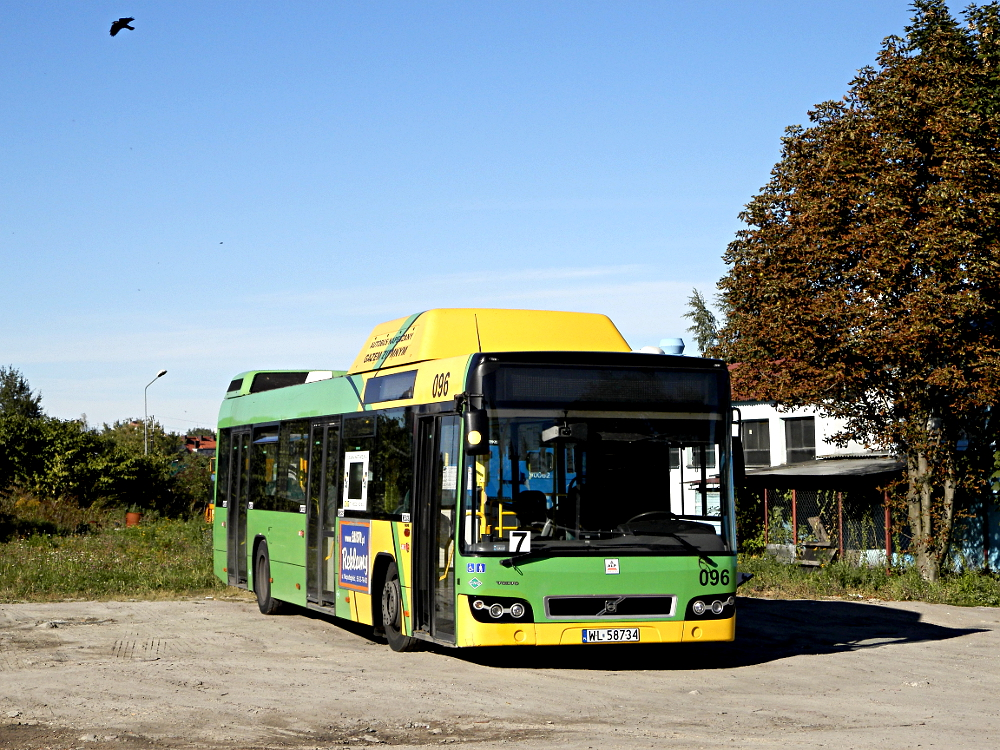
Volvo 7700 CNG w Elblągu

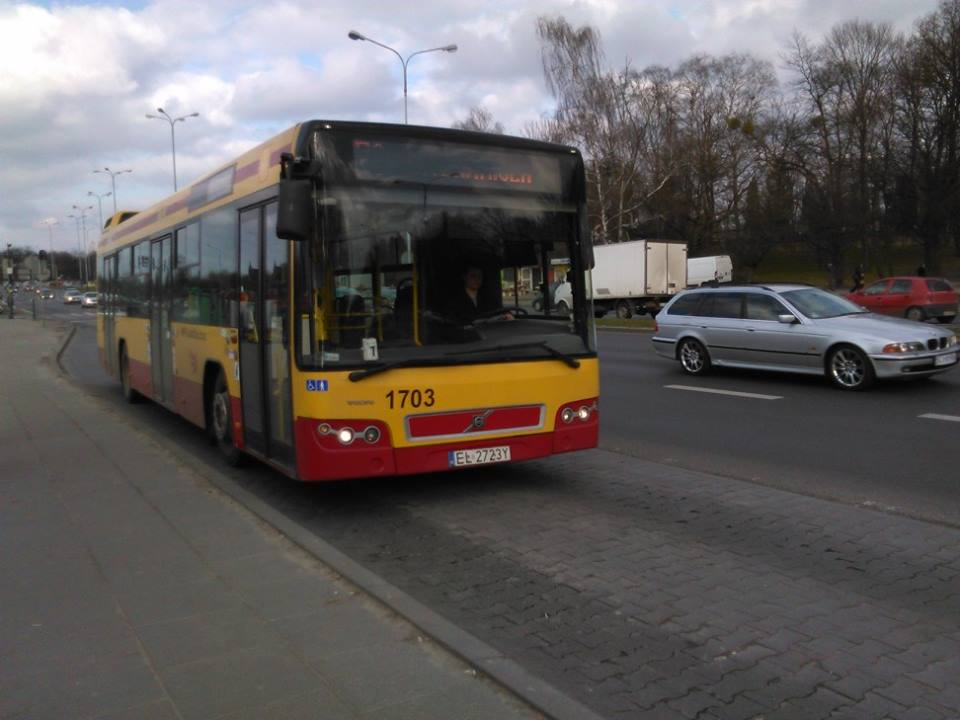
Volvo 7700 w Łodzi

Volvo 7700 – niskopodłogowy autobus miejski, produkowany w latach 2003–2012 przez szwedzką firmę Volvo. Model ten był produkowany w fabryce firmy Volvo Polska we Wrocławiu. Volvo 7700 powstawało również w odmianie zasilanej gazem CNG – Volvo 7700 CNG oraz hybrydowej Volvo 7700 Hybrid.